# Furkan Bayır
Furkan Bayır (Smirne, 9 febbraio 2000) è un calciatore turco, difensore del Göztepe.

## Carriera
Cresciuto nel settore giovanile del Menemen, debutta in prima squadra il 18 novembre 2017, disputando l'incontro di TFF 2. Lig vinto per 3-0 contro il Tuzlaspor.
Il 1º febbraio 2021 viene acquistato dall'Alanyaspor, firmando un contratto quadriennale, che tuttavia lo rimane al Menemen Belediyespor fino al termine della stagione. Il 1º dicembre seguente ha esordito con la maglia dell'Alanyaspor, in occasione dell'incontro di Türkiye Kupası vinto per 6-0 contro l'Osmaniyespor. L'anno successivo, invece, ha esordito in Süper Lig, nell'incontro pareggiato per 1-1 contro l'İstanbul Başakşehir.

## Statistiche

### Presenze e reti nei club
Statistiche aggiornate al 4 febbraio 2025.
| Stagione                    | Squadra                     | Campionato                  | Campionato | Campionato | Coppe nazionali | Coppe nazionali | Coppe nazionali | Coppe continentali | Coppe continentali | Coppe continentali | Altre coppe | Altre coppe | Altre coppe | Totale | Totale |
| Stagione                    | Squadra                     | Comp                        | Pres       | Reti       | Comp            | Pres            | Reti            | Comp               | Pres               | Reti               | Comp        | Pres        | Reti        | Pres   | Reti   |
| --------------------------- | --------------------------- | --------------------------- | ---------- | ---------- | --------------- | --------------- | --------------- | ------------------ | ------------------ | ------------------ | ----------- | ----------- | ----------- | ------ | ------ |
| 2017-2018                   | Menemen                     | 2L                          | 5          | 1          | CT              | 1               | 0               |                    | -                  | -                  |             | -           | -           | 6      | 1      |
| 2018-2019                   | Menemen                     | 2L                          | 1          | 0          | CT              | 0               | 0               |                    | -                  | -                  |             | -           | -           | 1      | 0      |
| 2019-2020                   | Menemen                     | 1L                          | 4          | 0          | CT              | 1               | 0               |                    | -                  | -                  |             | -           | -           | 5      | 0      |
| 2020-2021                   | Menemen                     | 1L                          | 29         | 1          | CT              | 1               | 0               |                    | -                  | -                  |             | -           | -           | 30     | 1      |
| Totale Menemen Belediyespor | Totale Menemen Belediyespor | Totale Menemen Belediyespor | 39         | 2          |                 | 3               | 0               |                    | -                  | -                  |             | -           | -           | 42     | 2      |
| 2021-2022                   | Alanyaspor                  | SL                          | 15         | 0          | CT              | 6               | 0               |                    | -                  | -                  |             | -           | -           | 21     | 0      |
| 2022-2023                   | Alanyaspor                  | SL                          | 32         | 1          | CT              | 2               | 0               |                    | -                  | -                  |             | -           | -           | 34     | 1      |
| 2023-2024                   | Alanyaspor                  | SL                          | 31         | 0          | CT              | 3               | 0               |                    | -                  | -                  |             | -           | -           | 34     | 0      |
| 2024-gen. 2025              | Alanyaspor                  | SL                          | 4          | 0          | CT              | 0               | 0               |                    | -                  | -                  |             | -           | -           | 4      | 0      |
| Totale Alanyaspor           | Totale Alanyaspor           | Totale Alanyaspor           | 82         | 1          |                 | 11              | 0               |                    | -                  | -                  |             | -           | -           | 93     | 1      |
| gen.-giu. 2025              | Göztepe                     | SL                          | 0          | 0          | CT              | 0               | 0               |                    | -                  | -                  |             | -           | -           | 0      | 0      |
| Totale carriera             | Totale carriera             | Totale carriera             | 121        | 3          |                 | 14              | 0               |                    | -                  | -                  |             | -           | -           | 135    | 3      |